# Eurya finisterrica
Eurya finisterrica är en tvåhjärtbladig växtart som beskrevs av W.R. Barker. Eurya finisterrica ingår i släktet Eurya och familjen Pentaphylacaceae. Inga underarter finns listade i Catalogue of Life.